# Донской 5-й казачий полк
5-й Донской казачий войскового атамана Власова полк — казачий кавалерийский полк Русской императорской армии, имевший Георгиевское знамя.
Старшинство полка — 26 мая 1835 года.
Полковой праздник — 17 (30) октября, в день войскового праздника Всевеликого Войска Донского.

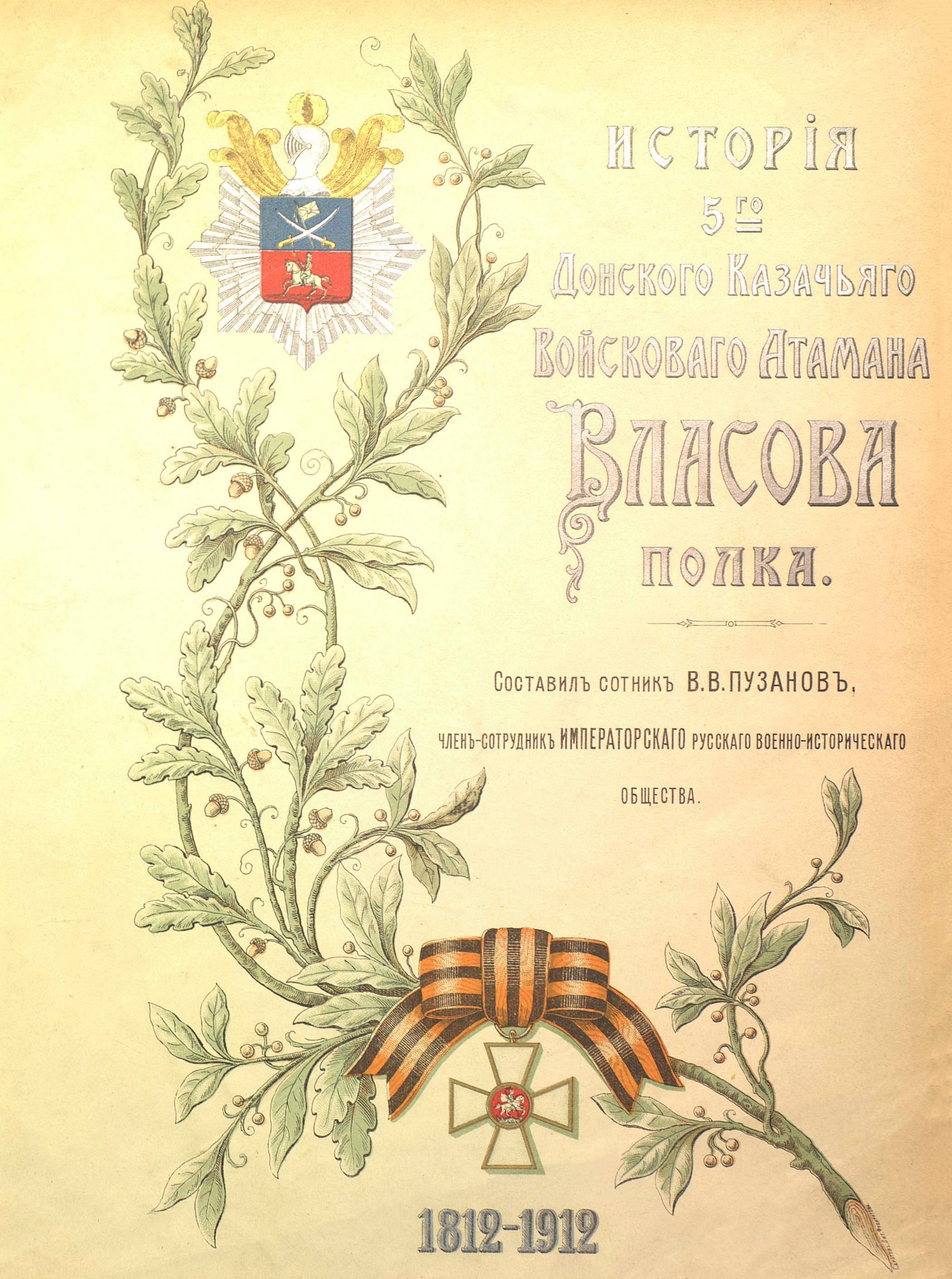

## Ранние формирования полка

### Донской казачий Власова 3-го полк
В 1811 Александр I повелел Войску Донскому собрать два казачьих полка для отправки к западным границам России. Один из этих полков 23 декабря 1811 года принял подполковник Войска Донского Власов 3-й. 
Полк принимал самое активное участие во множестве дел с французами как при изгнании Наполеоновской армии из России, так и в последующих Заграничных походах 1813—1815 годов.
12 октября 1821 года за участие в Отечественной войне и Заграничных походах полку пожаловано белое Георгиевское знамя.

### Первое формирование 2-го полка
2-й Донской казачий полк являлся прямым наследником Донского казачьего Власова 3-го полка.
Впервые Донской казачий полк под № 2 был сформирован 26 мая 1835 года на основании нового положения о Донском казачьем войске. Периодически этот полк созывался в строй и распускался на льготу, также менялся его текущий номер (в зависимости от свободного номера полка при созыве). Кроме номера в названии полка также положено было означать и имя его текущего командира.
Полк этот также, как и его предшественник полк Власова, принимал участие в Кавказских походах.
В 1863—1864 годах полк участвовал в подавлении восстания в Польше потеряв за всё время боев 7 человек убитыми и 3 умершими от ран.

## Окончательное формирование полка
В 1874 году с Дона на внешнюю службу был вызван очередной Донской казачий № 19 полк и 27 июля 1875 года он был назван Донской казачий № 5-го полк. С этих пор оставался первоочередным и более на льготу не распускался.
С 24 мая 1894 года полк именовался как 5-й Донской казачий полк. 26 августа 1904 года вечным шефом полка был назван войсковой атаман Власов и его имя было присоединено к имени полка.
В 1914—1917 годах полк принимал участие в Первой мировой войне. Отличился в апреле 1915 г. в ходе боевых действий в Прибалтике.

## Знаки отличия полка
- Полковое Георгиевское знамя с надписью «За отличную храбрость и поражение неприятеля в Отечественную войну 1812 года», пожалованное 29 апреля 1869 года — отличие унаследованно от Донского казачьего Власова 3-го полка, которому знамя с этой надписью было пожаловано 8 октября 1813 года.
- Одиночные белевые петлицы на воротнике и обшлагах нижних чинов, пожалованные 6 декабря 1908 года.

## Шеф и командиры полка

### Шеф
С 24 мая 1894 года — Наказной атаман Войска Донского, генерал от кавалерии Власов, Максим Григорьевич

### Командиры
- 23.12.1811 — 6.12.1820 — подполковник (со 2.02.1813 — полковник, с 19.09.1813 — генерал-майор) Власов 3-й, Максим Григорьевич
- с 05.1821 — войсковой старшина Плетнев
- до 10.05.1824 — подполковник (до 4.07.1828 — полковник) Залещинский, Иван Михайлович
- с 18.12.1830 — 15.10.1831 — полковник Греков 5-й, Степан Евдокимович[6]
- 15.10.1831 — 1.04.1832 — командующий полком войсковой старшина Саблин
- 1.04.1832 — до 30.09.1835 — полковник Быхалов, Конон Васильевич
- до 30.09.1835 — до 6.05.1842 — подполковник (с 22.10.1837 — полковник) Кононов, Михаил Васильевич
- 6.05.1842 — до 10.06.1849 — подполковник (к 15.11.1846 — полковник) Волгин 4-й, Матвей Матвеевич
- к 10.06.1849 — 19.03.1851 — полковник Жиров, Иван Иванович
- 19.03.1851 — ? — подполковник Грибов, Степан Акимович
- ? — xx.11.1858 — полковник Греков, Лев Александрович
- хх.11.1858 — 1.12.1859 — командующий полком подполковник Хрещатицкий, Константин Павлович[7]
- 1.12.1859 — 7.03.1862 — войсковой старшина Бирюков, Николай Степанович
- 7.03.1862 — до 1870 — полковник Кирпичев, Александр Иванович
- 1870 — полковник Зазерский, Андрей Михайлович
- 1882 — 30.04.1888 — полковник Протопопов, Пётр Васильевич
- 30.04.1888 — 23.07.1899 — полковник Андро, Фёдор Фёдорович[8]
- 23.07.1899 — 10.04.1907 — полковник Ушаков, Гавриил Михайлович
- 10.07.1907 — 19.03.1910 — полковник Полковников, Николай Васильевич[9]
- 17.04.1910 — 12.07.1911 — полковник Каменнов, Иван Иванович
- 14.09.1911 — 31.01.1915 — полковник Родионов, Василий Матвеевич
- 04.02.1915 — 13.11.1915 — полковник Попов 1-й, Владимир Николаевич[10]
- 30.12.1915 — 03.1917 — полковник Юганов, Алексей Фёдорович[11]
- 05.08[12].1917 — 12.09.1918 — полковник Букин, Василий Иванович